# Villapalacios
Villapalacios ist eine Gemeinde (municipio) mit 562 Einwohnern (Stand: 2024) im Süden der Provinz Albacete in der autonomen Region Kastilien-La Mancha. 

## Lage
Villapalacios liegt in der nördlichen Berglandschaft der Sierra de Alcaraz, dem nördlichen Ausläufer der Betischen Kordillere. Der Ort befindet sich in ca. 85 km (Fahrtstrecke) südwestlich der Provinzhauptstadt Albacete einer Höhe von ca. 835 m. Das Klima im Winter ist gemäßigt, im Sommer dagegen warm; die geringen Niederschlagsmengen  fallen – mit Ausnahme der nahezu regenlosen Sommermonate – verteilt übers ganze Jahr.

## Bevölkerungsentwicklung
| Jahr      | 1970 | 1981 | 1991 | 2001 | 2011 | 2021 |
| Einwohner | 1544 | 1264 | 1019 | 748  | 685  | 554  |

## Sehenswürdigkeiten

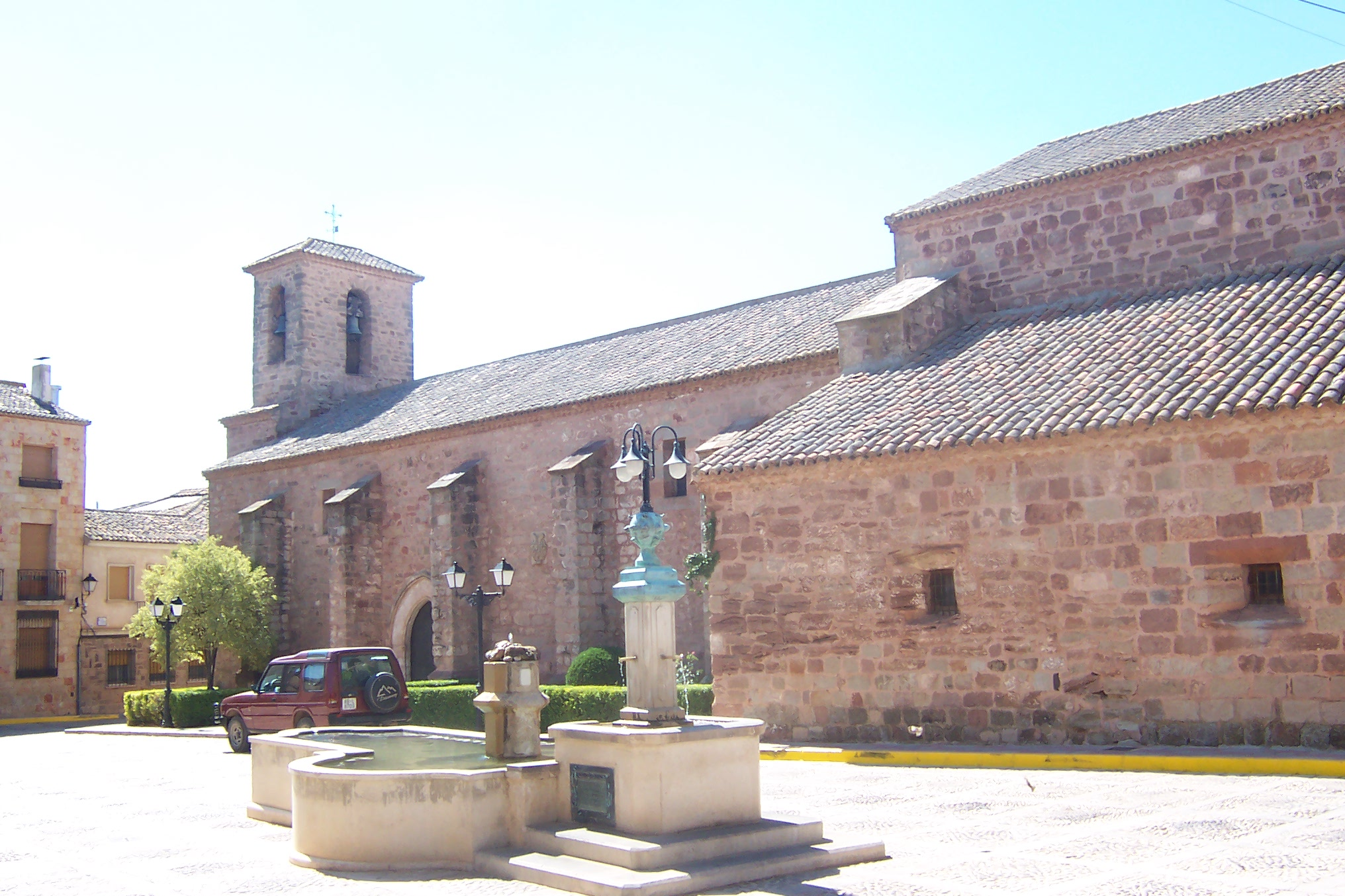
Sebastianuskirche

- Sebastianuskirche